# Sedile Allunaggio
(Il sedile Allunaggio raccontato dall'attrice Livia Castiglioni in occasione dell'evento "8+1+16 i Compassi d'Oro dei Castiglioni" organizzato dalla Fondazione Achille Castiglioni il 28 Giugno 2016)
Allunaggio è una seduta per esterni progettata nel 1965 dai designer italiani Achille e Pier Giacomo Castiglioni e prodotta solo a partire dal 1980 da Zanotta. Questa seduta celebra una delle più importanti tappe legate alla corsa allo spazio ovvero l'arrivo dell'uomo sulla luna. 

## Storia
Il sedile Allunaggio inizia ad essere prodotto da Zanotta solo nel 1980. Allunaggio ha vinto una menzione d'onore al Compasso d'Oro 1981, anno in cui entrò a far parte della collezione del Kunstgewerbe Museum di Zurigo. Questa seduta appare nella mostra monografica del MoMa nel 1997 dedicata ad Achille Castiglioni e curata da Paola Antonelli. Viene esposto al salone del mobile di Colonia nel 1999, nel Museo d'Israele a Gerusalemme tra luglio e dicembre 2010 e successivamente alla Triennale di Milano nel 2018 in occasione del centenario dalla nascita di Achille Castiglioni celebrato in una mostra monografica a cura di Patricia Urquiola in collaborazione con Federica Sala. Nel 2019, in occasione del cinquantesimo anniversario dell'arrivo dell'uomo sulla Luna, l'azienda Zanotta ha prodotto in edizione limitata una versione bianca del sedile Allunaggio, la Celebratory Edition.

## Descrizione

### Caratteristiche tecniche

#### Materiali e lavorazioni
Il sedile Allunaggio è costituito da tre gambe a sezione circolare di acciaio curvato tramite laminazione ad anello. Su queste poggia un sedile di lega di alluminio stampato e verniciato a fuoco. I piedini sono realizzati in polietilene, un materiale polimerico particolarmente tenace e resistente agli agenti chimici. 
| Lunghezza     | 740 mm  |
| Altezza       | 425 mm  |
| Larghezza     | 1520 mm |
| Sezione gambe | 22 mm   |

## Componente figurativa e plastica
Il sedile Allunaggio rassembra un modulo lunare in fase di atterraggio. Il tentativo di imitare questa forma iconica nel modo più stilizzato possibile, permette ai progettisti di utilizzare materiali e tecniche di lavorazione molto semplici. Il risultato è un oggetto totalmente verde per confondersi con l'ambiente circostante. Le tre gambe filiformi sono caratterizzate da linee curve molto pronunciate. L'oggetto ha una spiccata componente orizzontale per garantire la massima stabilità. I larghi piedini circolari in polietilene garantiscono una distribuzione omogenea del peso. Nel complesso, le gambe filiformi e il sedile ridotto ai minimi termini proiettano una quantità minima di ombra sul prato.

## Grado di codifica

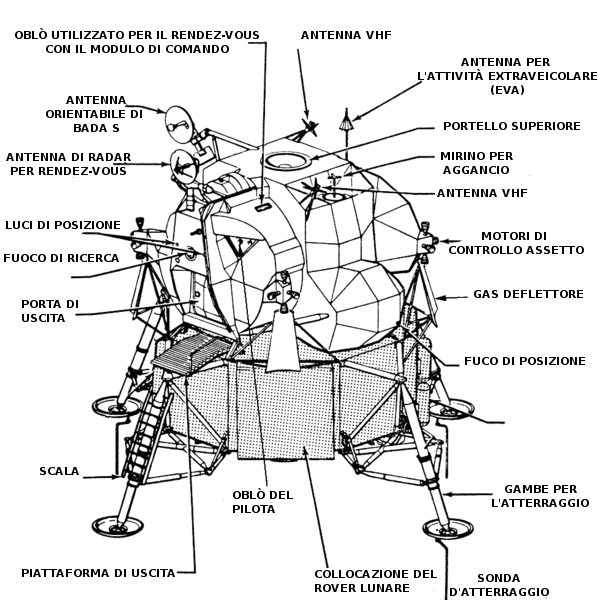
Schema-Lem-IT

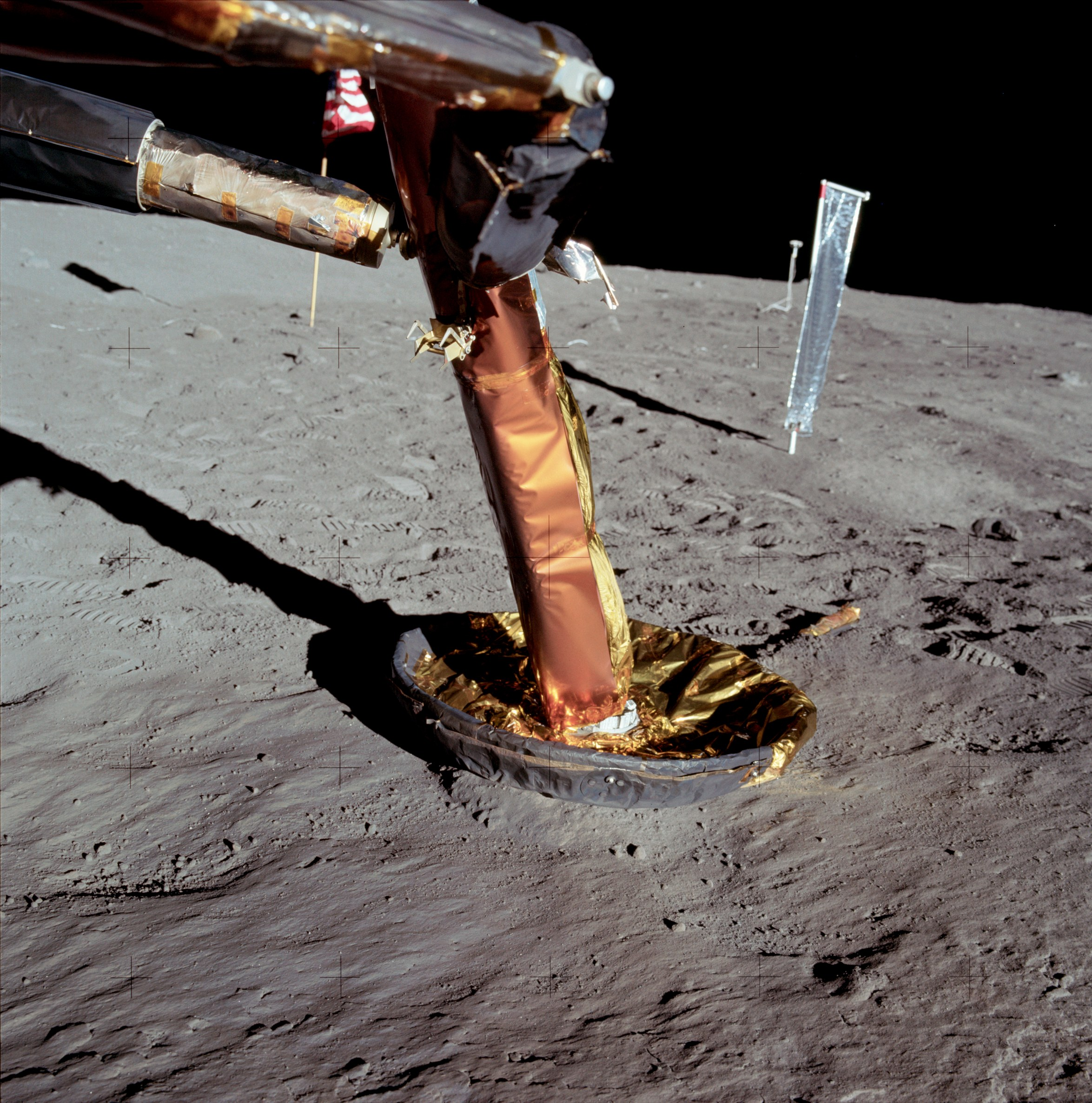
AS11-40-5920

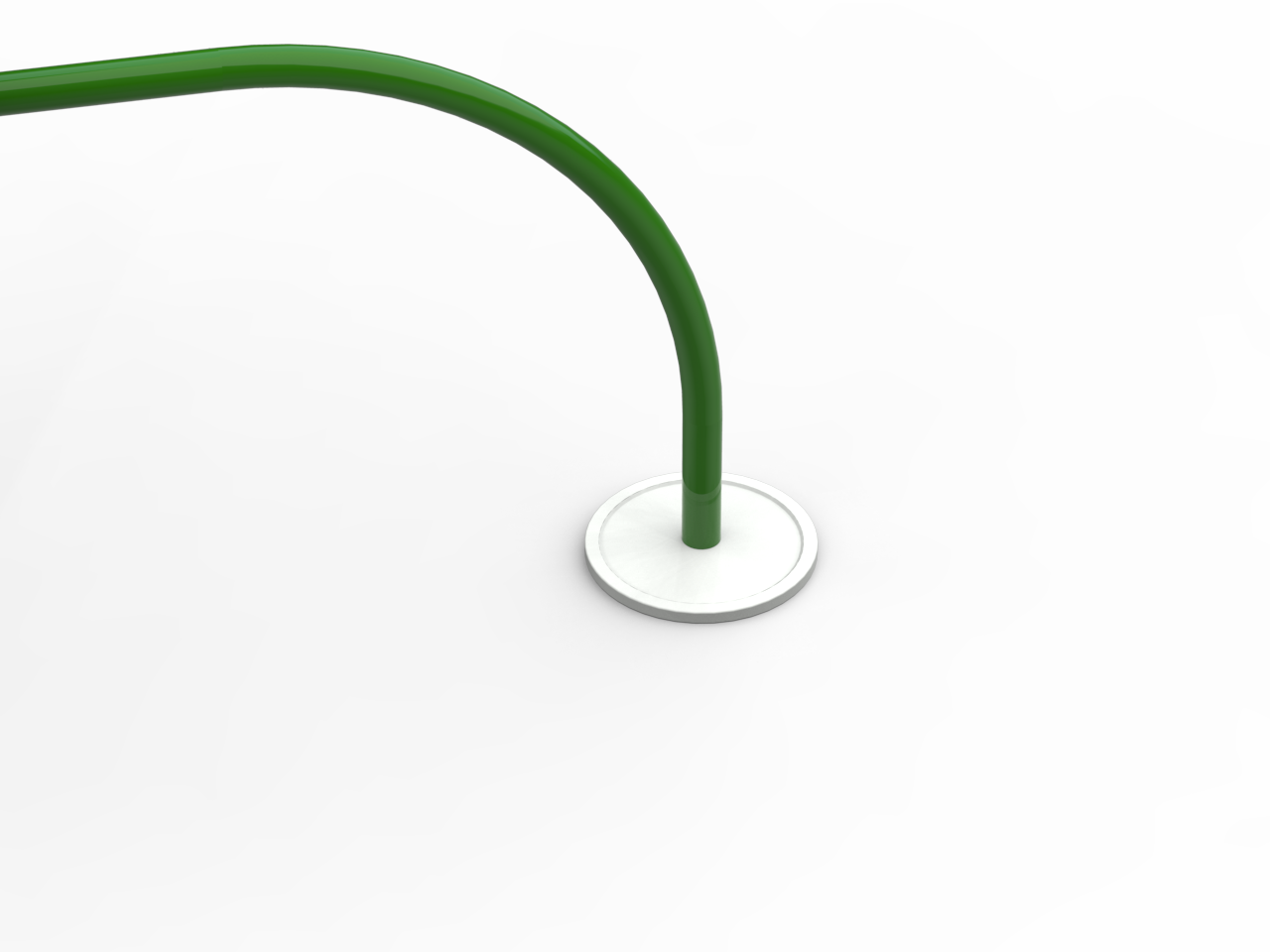
Dettaglio sedile Allunaggio

Il sedile Allunaggio, come si può intendere dal nome, è stato disegnato a partire dalla sintesi creativa di un codice già esistente. Si tratta di un fenomeno di ipercodifica, ovvero sulla base di una regola precedente viene proposta una regola additiva per una applicazione particolarissima della regola generale. Nello specifico, le gambe di questo oggetto ricordano le forme di quelle dei moduli lunari utilizzati nelle missioni del Programma Apollo.

## Interazione con l'utente
Questo oggetto permette al suo utilizzatore di sedersi in un ambiente esterno. L'aspetto pratico di questo sedile non è predominante, infatti è più ingombrante di una normale seduta da giardino. Dunque, non rientra nella categoria degli oggetti fattitivi di Michela Deni perché non arricchisce l'utente dal punto di vista pratico, ma dal punto di vista del suo essere. La figuratività di questo prodotto presuppone un utente appassionato dell'epoca dell'era spaziale e degli avvenimenti ad essa correlati.

## Valorizzazione
Sulla base delle caratteristiche figurative del prodotto risulta chiaro che i designer si siano concentrati su quei valori che il semiologo Jean-Marie Floch considera ludici. Questo sedile ha una valenza ludica perché esprime caratteristiche formali tipiche di un modulo lunare. Questo riferimento all'Era spaziale conferisce al sedile una certa allusività estetica alquanto ironica per un pezzo di arredamento da giardino. I fratelli Castiglioni non hanno progettato questo sedile con l'intenzione di renderlo un oggetto pratico, quanto piuttosto con l'intenzione di evocarne il lato ludico e ironico..